# Ținutul Mării
Ținutul Mării (ortografiat alternativ ținutul Mărei sau ținutul Marea) este unul din cele zece ținuturi înființate în 1938, prin Legea administrativă din 14 august, după ce regele Carol al II-lea a inițiat în România o reformă instituțională de tip fascist, modificând Constituția României, legea administrării teritoriale și introducând dictatura. A fost desființat prin Decretul-Lege nr. 3219 din 21 septembrie 1940.

## Județe încorporate
După reforma administrativă și constituțională din anul 1938, cele 71 de județe au fost formate în 10 ținuturi. Cele patru județe care au compus ținutul Mării au fost următoarele: 
- Caliacra
- Constanța
- Durostor
- Ialomița

La 13 septembrie 1940, Județul Tulcea a fost trecut în circumscripția ținutului Mării.

## Stema
Conform Decretului Regal nr. 4285 din 13 decembrie 1938, stema ținutului Mării consta din „Scutul tăiat oblic de la dreapta la stânga («tranché»), în cartierul de sus, din stânga, patru fâșii așezate oblic («barres»), alternând albastru și aur, cea din urmă ondulată în partea ei de jos, înfățișând cele 4 județe ale ținutului prin culorile predominante din stemele lor. Cartierul de jos, din dreapta, albastru, simbolizând Marea Neagră. Peste tot, o ancoră de argint simbolizând porturile ținutului”. 

## Rezidenți regali
- Nicolae Ottescu (13 august 1938[6][7] – 28 septembrie 1939[7][8])
- gen. adj. Traian Grigorescu (7 noiembrie 1939[9][10][11] – 22 septembrie 1940[11])